# 240381 Ємільчине
240381 Ємільчине (240381 Emilchyne) — астероїд головного поясу, відкритий 29 вересня 2003 року в Андрушівці.